# Rafiou Moutairou
Rafiou Moutairou (ur. 11 października 1960 w Lomé) – togijski piłkarz grający na pozycji napastnika. W swojej karierze grał w reprezentacji Togo.

## Kariera klubowa
Całą swoją karierę piłkarską Moutairou spędził w klubie OC Agaza. Zadebiutował w nim w 1977 roku i grał w nim do 1999 roku. Wywalczył z nim dwa mistrzostwa Togo w sezonach 1980 i 1984 oraz zdobył trzy Puchary Togo w sezonach 1981, 1988 i 1998/1999.

## Kariera reprezentacyjna
W 1984 roku Moutairou został powołany do reprezentacji Togo na Puchar Narodów Afryki 1984.Na tym turnieju zagrał w trzech meczach grupowych: z Wybrzeżem Kości Słoniowej (0:3), z Kamerunem (1:4), w którym strzelił gola i z Egiptem (0:0).